# International Tour of Hellas
Il Giro internazionale di Grecia (gr. Διεθνής Ποδηλατικός Γύρος Ελλάδος) è una corsa a tappe maschile di ciclismo su strada che si disputa annualmente nel mese di maggio in Grecia. Creato nel 1968, si corre solitamente nell'arco di cinque giorni. Nel 2005 fu inserito nel calendario dell'UCI Europe Tour nella classe 2.2; nel 2022 torna dopo un'assenza di 10 anni come prova di classe 2.1.

## Albo d'oro
Aggiornato all'edizione 2025.
| Anno      | Vincitore              | Secondo                | Terzo                 |
| --------- | ---------------------- | ---------------------- | --------------------- |
| 1968      | Gerhard Nielsen        | Noël Vantyghem         | Břetislav Souček      |
| 1969-80   | non disputato          | non disputato          | non disputato         |
| 1981      | Kanellos Kanellopoulos | Evaggelos Papadakis    | Ilias Kelesidis       |
| 1982      | Henri Manders          | Pascal Kolkhuis Tanke  | Dragić Borovičanin    |
| 1983      | non disputato          | non disputato          | non disputato         |
| 1984      | Asjat Saitov           | Evgeni Korolkov        | Vasilij Ždanov        |
| 1985      | Ivan Romanov           | Marat Ganeev           | Vassili Schpundov     |
| 1986      | Roland Königshofer     | Kanellos Kanellopoulos | Stancho Stanchev      |
| 1987      | Olaf Jentzsch          | Kanellos Kanellopoulos | Jan Schur             |
| 1988      | Gintautas Umaras       | Michel Zanoli          | Dan Radtke            |
| 1989      | Frank Kühn             | Jan Schur              | Andreas Wartenberg    |
| 1990-97   | non disputato          | non disputato          | non disputato         |
| 1998      | Thomas Liese           | Hristo Zaikov          | Matthew Stephens      |
| 1999-2001 | non disputato          | non disputato          | non disputato         |
| 2002      | Fraser MacMaster       | Philippe Schnyder      | Adam Gawlik           |
| 2003      | Vasilis Anastopoulos   | Svetoslav Tchanliev    | Ioannis Tamouridis    |
| 2004      | Asan Bazaev            | André Schulze          | Maksim Iglinskij      |
| 2005      | Valerij Dmitriyevv     | Alexandr Dymovskikh    | Nebojša Jovanović     |
| 2006      | Pavel Brutt            | Vladimir Koev          | René Andrle           |
| 2007-10   | non disputato          | non disputato          | non disputato         |
| 2011      | Stefan Schäfer         | Ioannis Tamouridis     | Markus Fothen         |
| 2012      | Robert Vrečer          | Davide Rebellin        | Ioannis Tamouridis    |
| 2013-21   | non disputato          | non disputato          | non disputato         |
| 2022      | Aaron Gate             | Lennert Teugels        | Mark Stewart          |
| 2023      | Iúri Leitão            | Aaron Gate             | Stanisław Aniołkowski |
| 2024      | Riccardo Zoidl         | Hermann Pernsteiner    | Valerio Conti         |
| 2025      | Harold Martín López    | Anton Schiffer         | Adrien Maire          |

## Vittorie per nazione
Aggiornato al 2023
| Pos. | Nazione                                                       | Vittorie |
| ---- | ------------------------------------------------------------- | -------- |
| 1    | Unione Sovietica                                              | 3        |
| 2    | Germania Germania Est Grecia Kazakistan Nuova Zelanda Austria | 2        |
| 8    | Danimarca Paesi Bassi Russia Slovenia Portogallo              | 1        |